# حامد سهراب‌نژاد
حامد سهراب نژاد (زاده ۱۷ اردیبهشت ۱۳۶۲ در سنندج) بازیکن سابق و عضو تیم ملی بسکتبال ایران بوده است. سهراب نژاد باجناق حامد آفاق است. مهارت در شوت منطقه‌ای و ریباندهای سهراب‌نژاد از خصوصیات بازی اوست. در سال ۱۳۹۸ با تیم شهرداری گرگان به مقام نائب قهرمانی لیگ برتر بسکتبال رسید. 
سهراب نژاد در تازه‌ترین مسئولیت خود به عنوان مربی تیم ملی بسکتبال نوجوانان ایران انتخاب شده است.